# Hase (Sternbild)
Der Hase (lateinisch Lepus) ist ein Sternbild in der Nähe des Himmelsäquators.

## Beschreibung

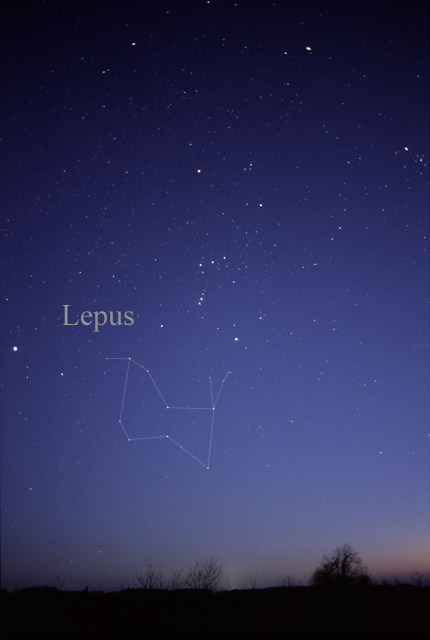
Das Sternbild Hase, wie es mit dem bloßen Auge gesehen werden kann

Der Hase kann südlich des auffälligen Orion gefunden werden. Von Deutschland aus gesehen steht er im Winter abends relativ tief über dem Südhorizont.
Zwei seiner Sterne sind heller als die 3. Größenklasse.
Im Hasen befindet sich der Kugelsternhaufen M 79.

## Geschichte
Der Hase gehört zu den klassischen 48 Sternbildern der Antike, die von Ptolemäus erwähnt werden.

## Mythologie
Im alten Ägypten stellte das Sternbild den Totengott Anubis dar, eine menschliche Gestalt mit Hundekopf. Einer anderen Deutung nach handelte es sich um das Boot des Gottes Osiris.
Die Deutung des Sternbildes als Hase bei den antiken Griechen geht wahrscheinlich auf den benachbarten Himmelsjäger Orion und den Großen Hund zurück. Jede Nacht wird der Hase vom Großen Hund über den Himmel gehetzt.

## Himmelsobjekte

### Sterne
| B   | F  | Namen o. andere Bezeichnungen       | Scheinbare Helligkeit mag | Lj   | Spektralklasse |
| --- | -- | ----------------------------------- | ------------------------- | ---- | -------------- |
| α   | 11 | Arneb, Arnab                        | 2,58                      | 1940 | F0 Ib          |
| β   | 9  | Nihal, Nibal                        | 2,81                      | 156  | G5 II          |
| μ   | 5  |                                     | 3,0 bis 3,4               | 170  | B9 IV          |
| ε   | 2  |                                     | 3,18                      | 209  | K4 III         |
| ζ   | 14 | Zeta Leporis                        | 3,55                      | 70,5 | A2 IV-V(n)     |
| γ   | 13 | Gamma Leporis                       | 3,59                      | 29,3 | F6V + G5       |
| η   | 16 | Eta Leporis                         | 3,72                      | 49,1 | F2 V           |
| δ   | 15 |                                     | 3,85                      | 115  | K0 IIIb        |
| λ   |    |                                     | 4,29                      | 977  | B0,5 V         |
| κ   |    |                                     | 4,36                      | 467  | B9 V + F1      |
| ι   |    |                                     | 4,45                      | 230  | B7,5 Vn        |
| θ   |    |                                     | 4,67                      | 167  | A0 V           |
| 400 | 17 |                                     | 4,82 bis 5,06             | 913  | A1 V + M6 III  |
| 400 | 8  |                                     | 5,23                      | 1210 | B2 IV          |
| 400 | 19 |                                     | 5,28                      | 712  | M1 III         |
| ν   |    |                                     | 5,28                      | 354  | B7 V oder B8 V |
| 400 |    | R, Karmesinstern, Hinds Purpurstern | 5,5 bis 11,7              | 1490 | C7,6e          |
| 400 | 10 |                                     | 5,53                      | 250  | A0 V           |
| 400 | 1  |                                     | 5,74                      | 426  | K1 IV          |
| 400 | 12 |                                     | 5,89                      | 755  | A2 V oder A3 V |
| 400 |    | Gliese 229                          | 8,14                      | 18,8 | M1 V + T6 V    |

Alpha Leporis ist ein etwa 1940 Lichtjahre entfernter Überriese der Spektralklasse F0 Ib. Es handelt sich um einen Stern mit der 10-fachen Masse, dem 75-fachen Durchmesser und der 13.000-fachen Leuchtkraft unserer Sonne. Der Name Arneb leitet sich vom arabischen „al-arnab“ für „der Hase“ ab.
Beta Leporis ist 156 Lichtjahre entfernt. Er ist ein gelblich leuchtender Riesenstern der Spektralklasse G5 II. Der Name Nihal stammt ebenfalls aus dem Arabischen und bedeutet so viel wie „Kamele die ihren Durst löschen“.
Zeta Leporis ist ein weiß-bläulicher Hauptreihenstern im Übergang zu einem Unterriesen. Er ist gegenwärtig 70,5 Lichtjahre entfernt; vor 861.000 Jahren kam er durch seine Eigenbewegung jedoch vermutlich bis auf 4,17 Lichtjahre an die Sonne heran, etwas näher als heute Alpha Centauri. 2001 wurde ein ausgedehnter Asteroidengürtel um den Stern nachgewiesen, dessen Masse die des Hauptgürtels im Sonnensystem um mehr als das 200-fache übertrifft.
Der Stern Gliese 229 ist mit einer Entfernung von 19 Lichtjahren einer der nächsten Nachbarn unserer Sonne. Es handelt sich um einen Roten Zwergstern der Spektralklasse M1 V. Zu seiner Beobachtung benötigt man mindestens ein Prismenfernglas. 1998 wurde ein Begleitstern entdeckt, ein Brauner Zwerg mit der 20- bis 50-fachen Masse des Planeten Jupiter.

### Doppelsterne
| System | Scheinbare Helligkeit mag | Abstand |
| ------ | ------------------------- | ------- |
| γ      | 3,6/6,2                   | 97"     |
| κ Lep  | 4,4/7,3                   | 2,6"    |

Gamma Leporis ist ein Doppelsternsystem in nur 29,3 Lichtjahren Entfernung. Die beiden Komponenten können bereits mit einem kleinen Teleskop beobachtet werden.

### Veränderliche Sterne
| Stern  | Scheinbare Helligkeit mag | Periode      | Typ                                 |
| ------ | ------------------------- | ------------ | ----------------------------------- |
| μ Lep  | 3,0 bis 3,4               | ca. 2 Tage   | Alpha2-Canum-Venaticorum-Stern      |
| RX Lep | 5,0 bis 7,0               | unregelmäßig | Halbregelmäßig veränderlicher Stern |
| R      | 5,5 bis 11,7              | 430 Tage     | Mirastern                           |
| T      | 7,4 bis 14,3              | 370 Tage     | Mirastern                           |

Der 150 Lichtjahre entfernte My Leporis ist ein veränderlicher Stern, dessen Helligkeit mit einer Periode von etwa 2 Tagen um 0,2 Größenklassen schwankt.
Der 500 Lichtjahre entfernte RX Leporis ändert seine Helligkeit ohne erkennbare Periode.
R Leporis ist ein ca. 1400 Lichtjahre entfernter Stern vom Typ Mira, der seine Helligkeit mit einer Periode von etwa 430 Tagen stark verändert. Er gehört der Spektralklasse  C7,6e  an und ist eines der rötlichsten Objekte am Nachthimmel. Mitunter wird er auch als „Karmesinstern“ oder „Hinds Purpurstern“ (benannt nach dem britischen Astronomen John Russel Hind, der seine Veränderlichkeit beschrieb) bezeichnet. Während des Helligkeitsmaximums kann er mit bloßem Auge gesehen werden. Für die Beobachtung der beeindruckenden Farbe ist allerdings ein Teleskop erforderlich.

### Messier- und NGC-Objekte
| Messier (M) | NGC  | sonstige | Scheinbare Helligkeit mag | Typ              | Name |
| ----------- | ---- | -------- | ------------------------- | ---------------- | ---- |
| 79          | 1904 |          | 8                         | Kugelsternhaufen |      |

Im Hasen befindet sich der 40.000 Lichtjahre entfernte Kugelsternhaufen M79. Bereits im Fernglas erscheint er als nebliges Fleckchen. In einem mittleren Teleskop kann der Randbereich in Einzelsterne aufgelöst werden. Er ist von Deutschland aus allerdings schwierig zu beobachten, da er tief am Himmel steht.